# Langues sangiriennes
Les langues sangiriennes sont un des sous-groupes des langues philippines, un des deux rameaux de la branche malayo-polynésienne des langues austronésiennes. 
Ces langues sont parlées en Indonésie, sauf le sangil, parlé aux Philippines. Elles ont été nommées d'après l'île de Sangir, située au nord-est de celle de Célèbes.

## Classification

Les langues philippines, entourées en bleu

Blust (1991) inclut les langues sangiriques dans le sous-groupe des langues philippines. La composition de ce groupe est la suivante :
- Sangirique du Nord :
  - sangil (parlé aux Philippines, dans les îles de Balut et Sarangani au sud de Mindanao);
  - sangir (parlé dans l'île de Sangir au nord-est de Célèbes);
- Sangirique du Sud :
  - bantik (parlé dans la péninsule nord de Célèbes);
  - ratahan (parlé dans la péninsule nord de Célèbes);
  - talaud (en) (parlé dans les îles du même nom).